# Doppelsgarten
Doppelsgarten ist ein Ortsteil von Lichtenberg auf dem Stadtgebiet Hennef (Sieg).

## Lage
Der Weiler liegt in einer Höhe von 170 Metern über N. N. auf den Hängen des Westerwaldes.

## Geschichte
1910 gab es in Doppelsgarten nur den Haushalt Ackerer Heinrich Faßbender. Damals gehörte der Ort zur Gemeinde Uckerath.